# 愛知県道22号瀬戸環状線
愛知県道22号瀬戸環状線（あいちけんどう22ごう せとかんじょうせん）は、愛知県瀬戸市本郷町を起点・終点とする環状の主要地方道である。未開通部分が多く、完全な環状とはなっていない。

## 概要

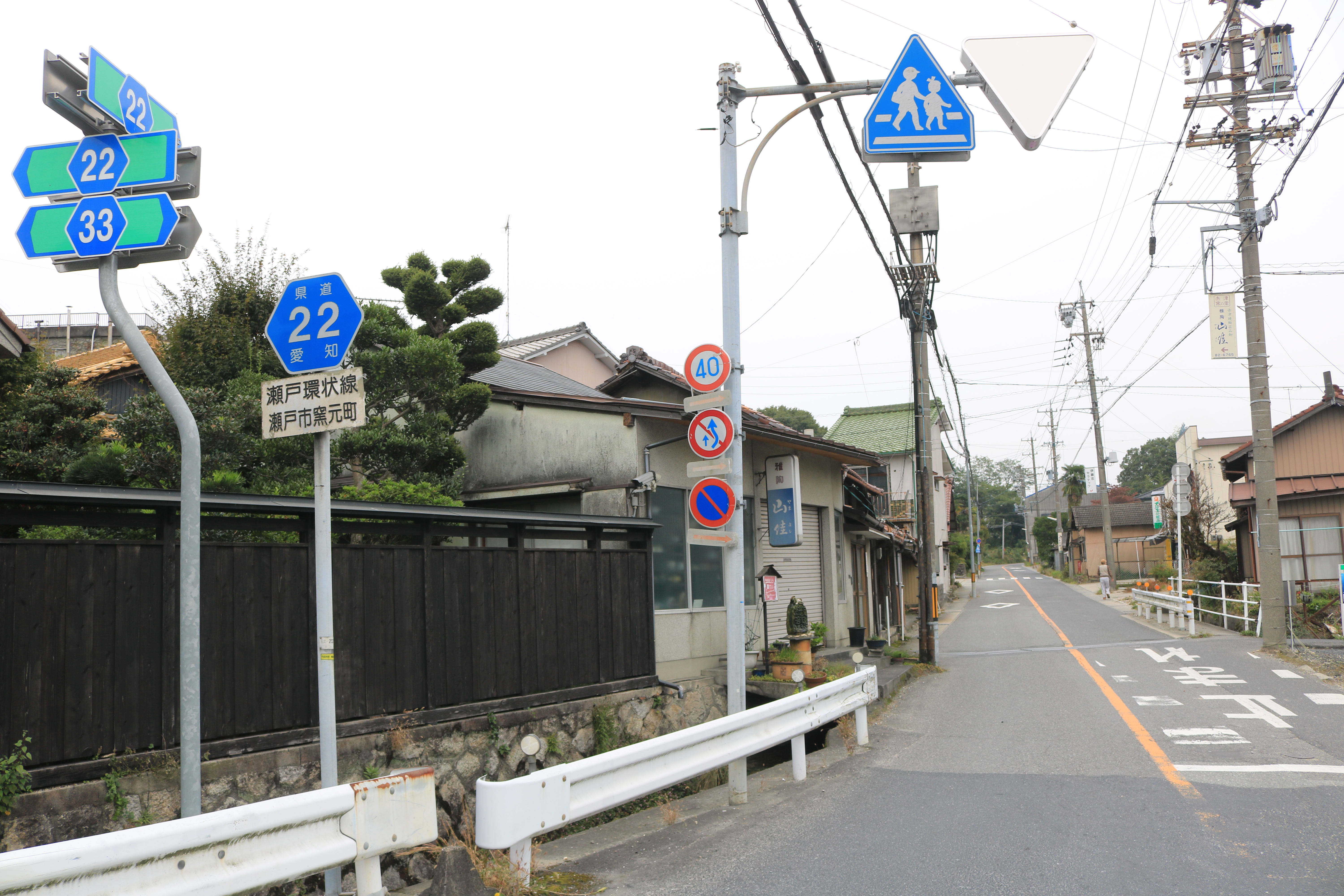
愛知県道22号瀬戸環状線、瀬戸市窯元町にて

### 路線データ
- 起点：愛知県瀬戸市本郷町
- 終点：愛知県瀬戸市本郷町

### 開通区間
- 瀬戸市品野町（国道248号品野町6交差点）- 瀬戸市屋戸町（屋戸橋東交差点）
- 瀬戸市石田町（愛知県道209号愛・地球博記念公園瀬戸線石田町交差点） - 瀬戸市西原町（国道363号西原町2交差点）
- 瀬戸市西長根町（国道363号長根交差点） - 瀬戸市南山町（南山町交差点）

#### 重複区間
- 瀬戸市窯元町 - 瀬戸市鐘場町（せと赤津I.C.西交差点） 愛知県道33号瀬戸設楽線と重複
- 瀬戸市鐘場町（せと赤津I.C.西交差点） - 瀬戸市屋戸町（屋戸橋東交差点） 国道248号（瀬戸東バイパス）と重複
- 瀬戸市西長根町（長根交差点） - 瀬戸市共栄通（共栄通7丁目交差点） 愛知県道208号上半田川名古屋線と重複

## 沿革
- 1972年9月16日：認定
- 1994年4月1日：主要地方道に昇格（愛知県道448号から22号に変更。現行の448号は名古屋空港中央線）

## 地理

### 交差する道路
- 東海環状自動車道（せと赤津IC）
- 国道248号

- 国道363号（瀬港線）
- 愛知県道33号瀬戸設楽線
- 愛知県道57号瀬戸大府東海線
- 愛知県道61号名古屋瀬戸線（瀬戸街道）

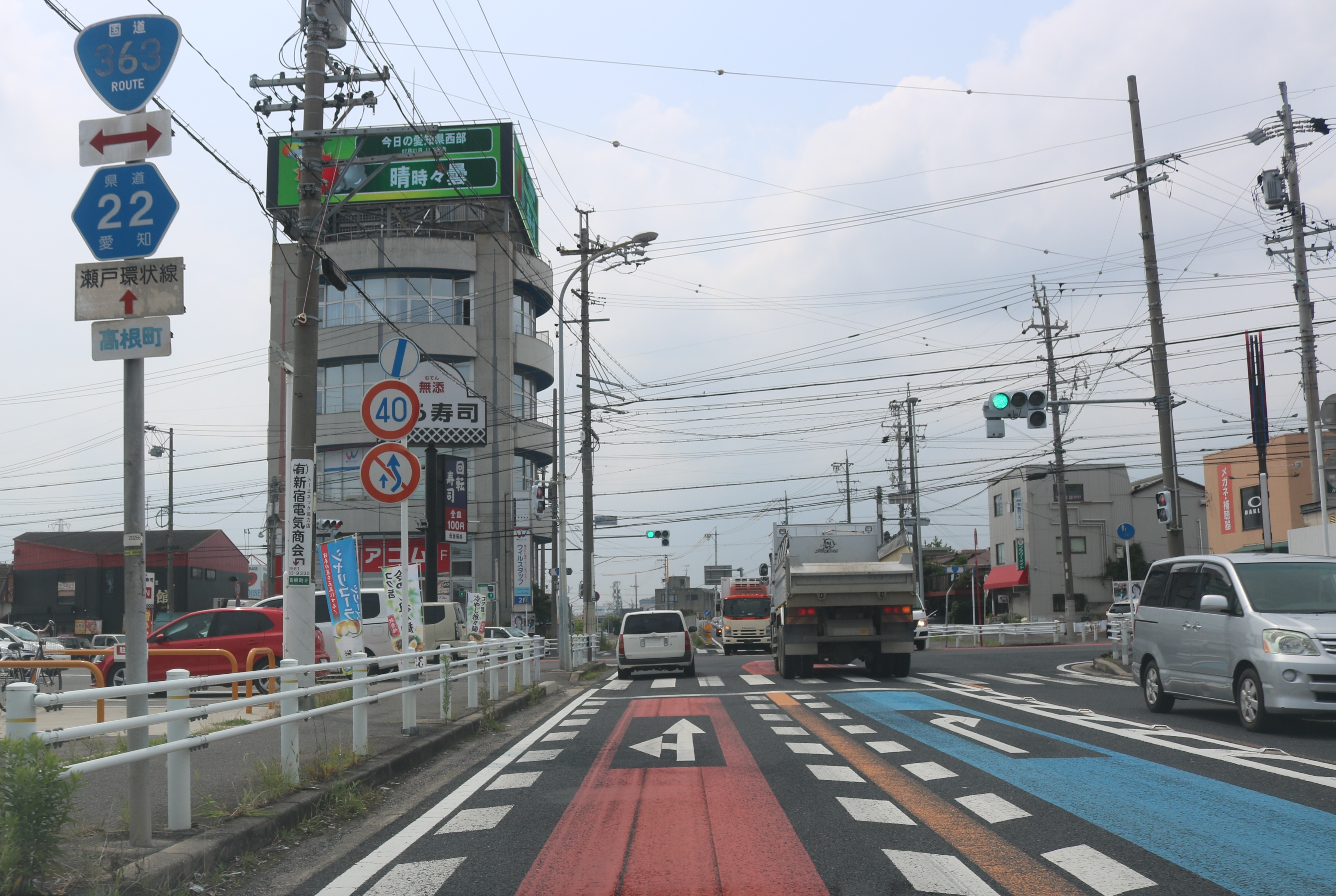
国道363号との交差点、瀬戸市高根町にて

- 愛知県道208号上半田川名古屋線（旭街道）
- 愛知県道209号愛・地球博記念公園瀬戸線

### 沿線
- 愛知県森林公園
- 岩屋堂公園
- 赤津焼会館
- 雲興寺
- 瀬戸市役所幡山支所
- 愛知環状鉄道・愛知環状鉄道線 瀬戸口駅
- 聖カピタニオ女子高等学校